# Kamaran
Kamaran is een eiland met een oppervlakte van ca. 108 km². Het eiland ligt in de Rode Zee en hoort tot Jemen.
In het noorden ligt de plaats Sayfaf. Het eiland telt 2200 inwoners en is 18 km lang en 7 km breed.

## Geschiedenis
Het eiland was al eeuwenlang bewoond toen er een Portugese buitenpost werd neergezet in de 16e eeuw. In de 19e eeuw werd het eiland bezet door het Ottomaanse Rijk.
In de 20e eeuw werd het eiland lange tijd in bezet genomen door de Britten, tot op 30 november 1967, toen Kamaran een deel werd van de Democratische Volksrepubliek Jemen (Zuid-Jemen).
Maar in 1972 werd Kamaran een deel van de aangrenzende Jemenitische Arabische Republiek (Noord-Jemen), tot in 1990, toen het deel ging maken van het verenigde Jemen.